# Clarksville (Iowa)
Clarksville – miasto w Stanach Zjednoczonych, w stanie Iowa, w hrabstwie Butler.

## Demografia
W 2000 roku liczyło 1437 mieszkańców. W 2023 roku liczba mieszkańców spadła do 1243 osób, a gęstość zaludnienia poniżej 346 osób/km².